# Ministrymon cruenta
Ministrymon cruenta is een vlinder uit de familie van de Lycaenidae. De wetenschappelijke naam van de soort werd als Thecla cruenta in 1880 gepubliceerd door Gosse.

## Synoniemen
- Thecla vena Druce, 1907
- Ministrymon chacovaga Johnson, Eisele & MacPherson, 1992
- Ministrymon gagarini Bálint, Johnson & Austin, 1999
- Ministrymon cruor Bálint, Johnson & Austin, 1999
- Ministrymon cryptus Bálint, Johnson & Austin, 1999